# Mario Stroeykens
Mario Stroeykens, né le 29 septembre 2004 à Zellik en Belgique, est un footballeur belge qui joue au poste de milieu de terrain ou d'attaquant au RSC Anderlecht.

## Biographie

### En club
Né à Zellik en Belgique, Mario Stroeykens est formé au RSC Anderlecht. Le 30 décembre 2020, il signe son premier contrat professionnel avec son club formateur.
Stroeykens joue son premier match en professionnel le 15 janvier 2021, lors d'une rencontre de première division belge face à la KAS Eupen. Il entre en jeu à la place de Paul Mukairu lors de ce match perdu par son équipe (2-0 score final)
Le 1er juillet 2022, Stroeykens prolonge son contrat avec Anderlecht jusqu'en juin 2024,.
Le 9 octobre 2022, Stroeykens inscrit ses deux premiers buts en professionnel, et donc pour Anderlecht, à l'occasion d'une rencontre de championnat contre le KV Malines. Entré en jeu à la place de Wesley Hoedt, il marque quelques instants plus tard avant de doubler la mise, et permet ainsi aux siens de s'imposer (1-3 score final),.
Le 29 septembre 2023, il prolonge son contrat jusqu'en 2026.

### En sélections nationales
Mario Stroeykens joue cinq matchs avec l'équipe de Belgique des moins de 16 ans, tous en 2019.
Le 21 octobre 2022, Stroeykens est retenu par le sélectionneur Roberto Martínez dans une liste élargie de 55 joueurs pour la Coupe du monde 2022. Il ne figure toutefois pas dans la liste finale pour participer au mondial.
Le 1er septembre 2023, Stroeykens est appelé pour la première fois chez les espoirs par le nouveau sélectionneur, Gill Swerts. Il joue son premier match avec les espoirs lors de ce rassemblement, le 11 septembre 2023, contre le Kazakhstan. Il entre en jeu et son équipe s'impose un but à zéro,.

## Statistiques

### En club
| Saison                | Club                  | Championnat           | Championnat | Championnat | Championnat | Coupe(s) nationale(s) | Coupe(s) nationale(s) | Coupe(s) nationale(s) | Compétition(s) continentale(s) | Compétition(s) continentale(s) | Compétition(s) continentale(s) | Compétition(s) continentale(s) | Autres compétitions | Autres compétitions | Autres compétitions | Autres compétitions | Total | Total | Total |
| Saison                | Club                  | Division              | M.          | B.          | P.d.        | M.                    | B.                    | P.d.                  | Comp.                          | M.                             | B.                             | P.d.                           | Comp.               | M.                  | B.                  | P.d.                | M.    | B.    | P.d.  |
| 2020-2021             | RSC Anderlecht        | Division 1A           | 3           | 0           | 0           | 1                     | 0                     | 0                     | -                              | -                              | -                              | -                              | -                   | -                   | -                   | -                   | 4     | 0     | 0     |
| 2021-2022             | RSC Anderlecht        | Division 1A           | 7           | 0           | 0           | 0                     | 0                     | 0                     | C4                             | 1                              | 0                              | 0                              | PO1                 | 0                   | 0                   | 0                   | 8     | 0     | 0     |
| 2022-2023             | RSC Anderlecht        | Division 1A           | 26          | 4           | 1           | 2                     | 1                     | 0                     | C4                             | 13                             | 0                              | 0                              | -                   | -                   | -                   | -                   | 41    | 5     | 1     |
| 2023-2024             | RSC Anderlecht        | Division 1A           | 28          | 4           | 5           | 2                     | 1                     | 0                     | -                              | -                              | -                              | -                              | PO1                 | 10                  | 1                   | 2                   | 40    | 6     | 7     |
| 2024-2025             | RSC Anderlecht        | Division 1A           | 23          | 3           | 5           | 3                     | 0                     | 0                     | C3                             | 9                              | 1                              | 1                              | PO1                 | 4                   | 1                   | 1                   | 39    | 5     | 7     |
| 2025-2026             | RSC Anderlecht        | Division 1A           | 3           | 0           | 0           | -                     | -                     | -                     | C3+C4                          | 2+1                            | 0+0                            | 0+0                            | -                   | -                   | -                   | -                   | 6     | 0     | 0     |
| Sous-total            | Sous-total            | Sous-total            | 90          | 11          | 11          | 8                     | 2                     | 0                     | -                              | 26                             | 1                              | 1                              | -                   | 14                  | 2                   | 3                   | 138   | 16    | 15    |
| 2022-2023             | RSCA Futures          | Division 1B           | 1           | 0           | 0           | -                     | -                     | -                     | -                              | -                              | -                              | -                              | -                   | -                   | -                   | -                   | 1     | 0     | 0     |
| Total sur la carrière | Total sur la carrière | Total sur la carrière | 91          | 11          | 11          | 8                     | 2                     | 0                     | -                              | 26                             | 1                              | 1                              | -                   | 14                  | 2                   | 3                   | 139   | 16    | 15    |

## Palmarès

### En club
|  |  | RSC Anderlecht - Coupe de Belgique : - Finaliste : 2025. |